# Modern Sounds in Country and Western Music
Modern Sounds in Country and Western Music – album amerykańskiego muzyka Raya Charlesa, wydany w 1962 roku. Został wybrany jako jeden z najlepszych albumów wszech czasów przez VH1 (#97), Rolling Stone (#104]), TIME (#96) oraz CMT (#2).
Album zawiera standardy muzyki country, western oraz folku, a także oryginalne utwory zmienione na tyle, by reprezentowały popularne w tamtym okresie gatunki, m.in. jazz, rock i rhythm and blues. Charles stworzył covery piosenek artystów takich jak The Everly Brothers, Hank Williams czy The Mills Brothers.
Kiedy Charles potwierdził, iż ma zamiar nagrać album z muzyką country spotkał się z komentarzami typu "jesteś dziwakiem" oraz "to się nigdy nie uda". Kreatywny, pełen energii Ray nie przejął się jednak tymi opiniami i nagrał płytę, która zatytułowana została Modern Sounds in Country and Western Music, za której aranżację odpowiedzialny był Gerald Wilson, jazzowy kompozytor. Album stał się hitem, gdy został wydany w 1962 roku, plasując się na szczycie notowania Billboard, na którym utrzymał się aż przez 12 tygodni. Trzy piosenki z płyty ("I Can't Stop Loving You", "Born to Lose" i "You Don't Know Me") uplasowały się w pierwszych dziesiątkach zestawień z muzyką popularną, rhythm and bluesową, a także adult contemporary. Utwór "I Can't Stop Loving You" poza tym, że zajął pozycję #1 na listach przebojów, wygrał również nagrodę Grammy.
Tego samego roku, co Modern Sounds in Country and Western Music, ukazał się sequel tegoż albumu, który osiągnął równie duży sukces. W latach 80., kiedy Charles podpisał kontrakt z wytwórnią Warner Bros. Records, skupił się niemal wyłącznie na muzyce country. Mimo iż wydał kilka albumów z muzyką tego gatunku, najpopularniejszym z nich pozostał Modern Sounds in Country and Western Music.

## Lista utworów

### Strona pierwsza
| 1. | "Bye Bye Love" (Felice & Boudleaux Bryant)                                | 2:14  |
|    |                                                                           |       |
| 2. | "You Don't Know Me" (Eddy Arnold & Cindy Walker)                          | 3:15  |
|    |                                                                           |       |
| 3. | "Half as Much" (Curley Williams)                                          | 3:27  |
|    |                                                                           |       |
| 4. | "I Love You So Much It Hurts" (Floyd Tillman)                             | 3:35  |
|    |                                                                           |       |
| 5. | "Just a Little Lovin' (Will Go a Long Way)" (Eddy Arnold & Zeke Clements) | 3:29  |
|    |                                                                           |       |
| 6. | "Born to Lose" (Frankie Brown)                                            | 3:15  |
|    |                                                                           |       |
|    |                                                                           | 19:15 |
|    |                                                                           |       |

### Strona druga
| 1. | "Worried Mind" (Ted Daffan & Jimmie Davis)                  | 2:55  |
|    |                                                             |       |
| 2. | "It Makes No Difference Now" (Floyd Tillman & Jimmie Davis) | 3:34  |
|    |                                                             |       |
| 3. | "You Win Again" (Hank Williams, Sr.)                        | 3:31  |
|    |                                                             |       |
| 4. | "Careless Love" (Ray Charles)                               | 4:00  |
|    |                                                             |       |
| 5. | "I Can't Stop Loving You" (Don Gibson)                      | 4:13  |
|    |                                                             |       |
| 6. | "Hey, Good Lookin'" (Hank Williams, Sr.)                    | 2:13  |
|    |                                                             |       |
|    |                                                             | 20:26 |
|    |                                                             |       |

### Reedycyjne utwory bonusowe
| 1. | "You Are My Sunshine" (Jimmy Davis & Charles Mitchell)            | 3:01  |
|    |                                                                   |       |
| 2. | "Here We Go Again" (Don Lanier & Red Steagall)                    | 3:18  |
|    |                                                                   |       |
| 3. | "That Lucky Old Sun (Just Rolls Around Heaven)" (Haven Gillespie) | 4:21  |
|    |                                                                   |       |
|    |                                                                   | 10:40 |
|    |                                                                   |       |

## Pozycje na listach

### Album
| Rok  | Notowanie                            | Pozycja |
| ---- | ------------------------------------ | ------- |
| 1962 | Billboard Pop Albums (Billboard 200) | 1       |

### Single
| Numer katalogowy | Piosenka                  | R&B | Pop |
| ---------------- | ------------------------- | --- | --- |
| ABC 10345        | “You Don't Know Me”       | #5  | #2  |
| ABC 10330        | “Born to Lose”            |     | #41 |
| ABC 10345        | “Careless Love”           |     | #60 |
| ABC 10330        | “I Can't Stop Loving You” | #1  | #1  |